# Haltérophilie aux Jeux paralympiques
L'haltérophilie handisport (en anglais : weightlifting) est sport paralympique depuis les Jeux paralympiques de 1964 à Tokyo jusqu'au Jeux paralympiques de 1992 à Barcelone.

## Historique et description
L'haltérophilie est introduite aux Jeux paralympiques de 1964. À l'époque le terme « haltérophilie » était habituel alors que le terme « force athlétique » était peu usuel. Lors des Jeux paralympiques de 1984 à New York, la force athlétique (en anglais : powerlifting) est introduite au programme paralympique. Pendant trois éditions –1984, 1988 et 1992– les deux épreuves cohabitent. Mais le Comité international paralympique décide à partir des Jeux de 1996 de supprimer l'épreuve d'haltérophilie.
La compétition n'était ouverte qu'aux athlètes masculins souffrant d'une lésion de la moelle épinière. Elle s'est ouverte ensuite à d'autres groupes de personnes handicapées.

## Mouvement
Les athlètes masculins et féminins adoptent une position couchée sur un banc spécialement conçu à cet effet. Les athlètes reçoivent la barre à bout de bras, l'abaissent vers leur poitrine jusqu'à ce qu'elle soit immobile, avant de la repousser vers le haut de manière régulière. Les athlètes ont droit à trois essais et le vainqueur est celui qui soulève le poids le plus grand.

## Résultats
| Année | Discipline    | Catégories | Nations les plus titrées |
| ----- | ------------- | ---------- | ------------------------ |
| 1960  |               |            |                          |
| 1964  | Haltérophilie | 4          | Grande-Bretagne          |
| 1968  | Haltérophilie | 4          | Grande-Bretagne / France |
| 1972  | Haltérophilie | 6          | France                   |
| 1976  | Haltérophilie | 6          | États-Unis               |
| 1980  | Haltérophilie | 11         | Suède                    |
| 1984  | Haltérophilie | 15         | Suède                    |
| 1988  | Haltérophilie | 7          | Pologne                  |
| 1992  | Haltérophilie | 5          | États-Unis               |